# Ноэль, Эжен
Эжен Ноэль (фр. Eugène Noël); 28 марта 1855, Нанси — 8 февраля 1921, Нанси) — французский эсперантист и военный врач.
Ноэль служил военным врачом в Алжире и свободно говорил на арабском языке. Он написал грамматику арабского языка, однако, будучи не совсем доволен написанным, собственноручно уничтожил рукопись. Эта деталь показывает, насколько строг был он по отношению к самому себе.
Долгое время Ноэль был секретарём эсперанто-группы города Нанси, чьей душой вместе с Фрико и Генри Марескелем он был. Член комитета Société pour la propagation de l’Espéranto (с фр. — «Общество пропаганды Эсперанто»). Он писал и сочинял не останавливаясь и сотрудничал с эсперантисто-журналами L’Espérantiste (с фр. — «Эсперантист»), La Revuo (с эсп. — «Журнал»), Juna Esperantisto (с эсп. — «Юный Эсперантист»), Официальный бюллетень TEKA и т. д. Он был основным сотрудником в газете Lingvo Internacia (с эсп. — «Международный Язык») и рецензентом. Ноэль руководил изданием Lorena-Esperanta gazeto (с эсп. — «Лоренская эсперантистская газета») (1905—1908), а затем в Lorena Stelo (с эсп. — «Лоренская Звезда»). Он внёс вклад в Анатомический Словарь и Литературный Альманах. Однако главным образом он был трудолюбивым переводчиком произведений классиков. Луи Бастьен написал о нём в Энциклопедии Эсперанто в 1933 году: «стиль примечательно прекрасен, переводы удивительно достоверные».

## Избранные переведённые произведения
- Лорд Джордж Байрон: Небо и Земля 1906.
- Песнь о Роланде, 1906.
- Аристофан: Плутос, 1906. 2-е изд. 1998.
- Плавт: Канат, комедия в пяти актах, 1906.
- Рене Декарт: Рассуждение о методе, 1906.
- Жан Расин:
  - Эсфирь, трагедия, 1906.
  - Гофолия («Афалия»), трагедия, 1906.
- Фредерик Мистраль: Мирейо (с Полом Чемпионом) 1909.
- Léon Huot-Sordot: En la Lando de la Blanka Monto, 1913.